# Lijst van voetbalinterlands Australië - Singapore (vrouwen)
Deze lijst van voetbalinterlands is een overzicht van alle officiële voetbalinterlands tussen de nationale vrouwenteams van Australië en Singapore. De landen hebben tot nu toe twee keer tegen elkaar gespeeld.

## Wedstrijden
| № | Plaats          | Datum            | Competitie                   | Wedstrijd             | Uitslag |
| - | --------------- | ---------------- | ---------------------------- | --------------------- | ------- |
| 1 | Hongkong        | 29 augustus 1975 | Aziatisch kampioenschap 1975 | Australië − Singapore | 3 − 0   |
| 2 | Ho Chi Minhstad | 13 oktober 2008  | Vriendschappelijk            | Australië − Singapore | 6 − 0   |

## Samenvatting
| Competitie              | Totaal gespeeld | Winst Australië | Gelijk | Winst Singapore | Doelsaldo Australië – Singapore |
| ----------------------- | --------------- | --------------- | ------ | --------------- | ------------------------------- |
| Aziatisch kampioenschap | 1               | 1               | 0      | 0               | 3 − 0                           |
| Vriendschappelijk       | 1               | 1               | 0      | 0               | 6 − 0                           |
| Totaal                  | 2               | 2               | 0      | 0               | 9 − 0                           |